# Estação Pampulha
A Estação Pampulha é um terminal rodoviário em Belo Horizonte, no Brasil. Está localizada na interseção das avenidas Pedro I e Portugal, em conjunto com as Estações Venda Nova e Vilarinho, realiza toda a tronco-alimentação da regional Venda Nova. Realiza também a troncalização de parte das regionais Pampulha e Norte. A sua concepção veio desde o BHBus, mas com o BRT sofreu diversas modificações. Tem sete plataformas em dois pavimentos. No piso superior as plataformas A, B, C, D e E atendem as linhas alimentadoras e no inferior as plataformas F e G atendem ao serviço troncal. 
O acesso dos ônibus ao pavimento superior é exclusivo pela Avenida Portugal, já ao inferior, exclusivo pela Avenida Pedro I e Avenida Antônio Carlos, integrando-se com o Corredor Antônio Carlos, enquanto o acesso dos pedestres é exclusivo pela Avenida Portugal.

## Linhas

### Alimentadoras
| Linha | Itinerário                                                 |
| ----- | ---------------------------------------------------------- |
| 510   | Estação Pampulha / Xangrilá via Trevo                      |
| 535   | Estação Pampulha / Trevo Atendimento ASPAC (Linha Atípica) |
| 609   | Santa Mônica via Estação Pampulha / Serra Verde            |
| 614   | Estação Pampulha / Céu Azul A                              |
| 615   | Estação Pampulha / Céu Azul B                              |
| 616   | Estação Pampulha / Céu Azul C                              |
| 617   | Estação Pampulha / Piratininga via Rio Branco              |
| 618   | Estação Pampulha / Rio Branco via Jardim Leblon            |
| 619   | Estação Pampulha / Santa Mônica via Santa Branca           |
| 620   | Estação Pampulha / Santa Mônica via Santa Amélia           |
| 643   | Estação Pampulha / Copacabana via Monte Carmelo            |
| 644   | Estação Pampulha / São João Batista                        |
| 645   | Estação Pampulha / Santa Mônica via Jardim Atlântico       |
| 712   | Estação Pampulha / São Bernardo                            |
| 717   | Estação Pampulha / Campo Alegre                            |
| 718   | Estação Pampulha / Planalto                                |
| 719   | Estação Pampulha / Floramar                                |

### Troncais
| Linha | Itinerário                                                              |
| ----- | ----------------------------------------------------------------------- |
| 50    | Estação Pampulha / Centro - DIRETA                                      |
| 51    | Estação Pampulha / Centro / Hospitais                                   |
| 51D   | Estação Pampulha / Centro / Hospitais - DIRETA                          |
| 5107  | Estação Pampulha / Savassi - Direta (Somente nos horários de picos)     |
| 52    | Estação Pampulha / Av. Antônio Carlos                                   |
| 5250  | Estação Pampulha / Betânia                                              |
| 5550  | Estação Pampulha / Estação Ponto São José                               |
| 63    | Estação Venda Nova / Lagoinha                                           |
| 64    | Estação Venda Nova / Assembleia via Carlos Luz                          |
| 67    | Estação Vilarinho / Santo Agostinho via Carlos Luz                      |
| 6350  | Estação Vilarinho / Estação Barreiro via Anel Rodoviário                |
| 8550  | Estação São Gabriel / Zoológico via Estação Pampulha (somente domingos) |